# Austroposeidon
Austroposeidon („jižní Poseidon“) byl velký titanosaurní sauropod, který žil před asi 84 až 66 miliony let (stupně kampán - maastricht) na území dnešní Brazílie (stát Sao Paulo).

## Objev
Fosilie dinosaura byly objeveny již roku 1953 v sedimentech souvrství Presidente Prudente paleontologem Llewellynem Ivorem Pricem. Holotyp nese označení MCT 1628-R a je jediným známým exemplářem tohoto druhu. Původní lokalita objevu již byla bohužel ztracena. Dinosaurus byl formálně popsán roku 2016 jako A. magnificus.

## Popis
Austroposeidon je v současnosti největším známým brazilským dinosaurem. Měl charakteristický tvar těla, čtyři sloupovité končetiny, velmi dlouhý krk i ocas a relativně malou hlavu. Byl pravděpodobně pomalu se pohybujícícm býložravcem. Protože se dochovaly jen jeho obratle, můžeme jeho velikost pouze odhadnout. Pravděpodobně ale dosahoval délky kolem 25 metrů. Při této velikosti se nemusel obávat predátorů, jakými byli menší abelisauridi, žijící v ekosystémech stejného souvrství a dosahující délky kolem 3,4 metru.

## Systematické zařazení
Austroposeidon patří do kladu Lithostrotia na jeho bazální pozici, jeho blízkými příbuznými byly zřejmě rody Mendozasaurus a Futalognkosaurus.